# Король Дроздобород

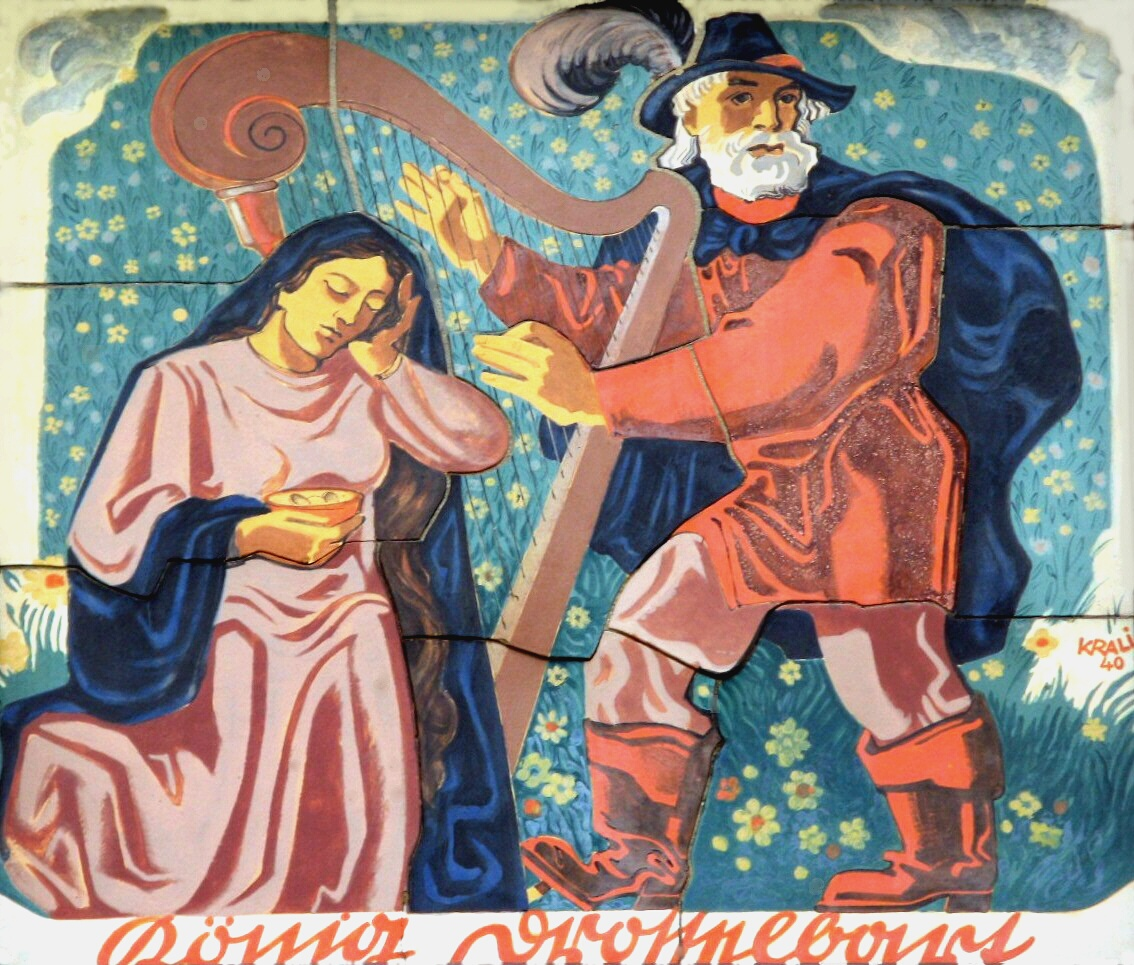
Король Дроздобород (иллюстратор — Johann-Mithlinger-Siedlung)

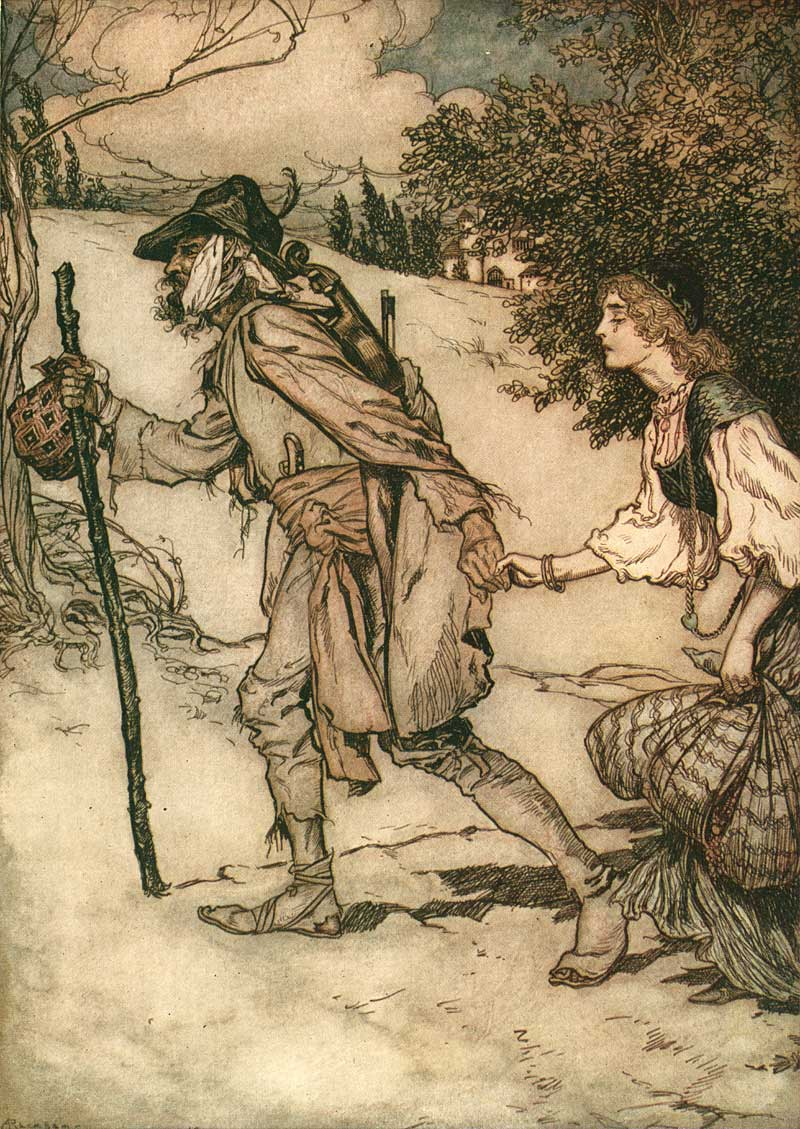
Переодетый Король Дроздобород уводит принцессу (рисунок Артура Рэкхема)

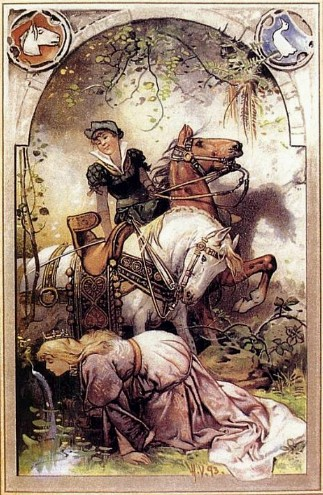
Иллюстрация к сказке К. Фогеля

Король Дроздобород (нем. König Drosselbart) — романтическая сказка-новелла из первого сборника «Детские и домашние сказки» (Kinder- und Hausmärchen) братьев Гримм (первое изд. 1812/1815 гг.) под номером 52. По системе классификации сказочных сюжетов Aарне-Томпсона имеет номер 900 (муж исправляет жену) .

## Содержание
Сказка рассказывает о том, как на смотринах женихов гордая красавица-принцесса отвергала одного из них за другим, насмехаясь при этом над их мнимыми и действительными недостатками. Особенно досталось молодому королевичу, который занимал в ряду женихов чуть ли не самое почетное место. Любой девушке он пришелся бы по вкусу, но принцесса посчитала, что его бородка была гораздо острее, чем следует, и слишком выдается вперед, напоминая клюв дрозда, поэтому она прозвала его «король Дроздобород». В результате все знатные женихи ушли ни с чем, и взбешённый старый король поклялся головой и короной выдать девушку за первого же нищего, пришедшего во дворец. Через некоторое время в замок пожаловал странствующий музыкант, одетый в грязное рубище, и король, держа клятву, отдал ему свою дочь, несмотря на её плач и протесты, после чего выселил её из дворца. 
Нищий повлёк принцессу через луга, леса и горы. Когда она спрашивала своего мужа, кому принадлежат все эти земли, тот неизменно отвечал, что все они — собственность короля Дроздоборода. Так они через несколько дней и прибыли в большой город, который тоже оказался владением короля Дроздоборода. Принцесса пыталась привыкнуть к тяжёлой жизни простонародья, живя в маленькой хибаре, принадлежащей её мужу-нищему; она пробовала прясть и вязать корзины из ивовой лозы — но руки, не привычные к тяжёлому труду, не справлялись с работой. Тогда муж отправил её торговать горшками на рынок. Первый день прошёл успешно, и девушка заработала немного денег, но на следующий день на её товар налетел на коне пьяный гусар и побил все горшки. В конце концов муж через знакомых устроил жену в королевский замок посудомойкой. 
Через несколько дней во время пира, на котором принцесса прислуживала за еду, она вдруг увидела входящего в зал и облачённого в драгоценные одежды короля Дроздоборода. Он подошёл к девушке и повёл танцевать, но тут из полы её платья и карманов вдруг посыпались объедки, что принцесса насобирала за столами и которые собиралась отнести домой. Придворные тут же разразились громким смехом, а девушка, вне себя от стыда, кинулась прочь из замка. Внезапно её догнал сам король и открылся ей: он и был тем нищим музыкантом, за которого её отец выдал её замуж. Именно он разбил её горшки на площади и заставлял вязать корзины и прясти, чтобы смирить её гордость и проучить за высокомерие, которое побудило принцессу его осмеять. Заплаканная принцесса попросила у мужа прощения за нанесённые прежде оскорбления и королевская чета, примирившись, справила во дворце роскошную свадьбу.

## Реальные события
Известный немецкий военачальник, князь Анхальт-Дессау Леопольд I, проезжал как-то в Дессау по улице, ведущей к рынку и на которой во множестве сидели торговки горшками и прочей глиняной посудой. Остановив коня, князь поинтересовался, как идёт торговля. Тогда женщины всем «обществом» начали плакаться и жаловаться, как всё плохо, что война всех разорила и т. п. Услышав это, князь направил своего коня на груды горшков и, несмотря на горестные вопли продавщиц, расколотил весь их товар вдребезги. Впрочем, одумавшись, он пригласил вскоре всех пострадавших к себе во дворец и щедро, по-княжески оплатил ущерб так, что все остались довольны. Известно, что эту курьёзную историю записали братья Гримм.

## Экранизации
- 1954, 1962, 1971 годы — немецкие (ФРГ) художественные фильмы по мотивам сказки.
- 1965 год — немецкий (ГДР) фильм, снятый на студии ДЕФА. Главные роли: Карин Уговски и Манфред Круг.
- 1969 год — советский мультипликационный фильм «Капризная принцесса» по мотивам сказки братьев Гримм.
- 1984 год — совместный немецко-чехословацкий художественный фильм.
- 1987 год — японский мультипликационный сериал «Король Дроздобород» (20 серий).
- 1999 год — немецкий мультипликационный сериал «Король Дроздобород» (9 фильмов).
- 2008 год — немецкий художественный фильм режиссёра Сибиллы Тафель.

## Галерея
Серия почтовых марок ГДР, выпущенная в 1967 году: